# Conceveiba guianensis
Conceveiba guianensis es una especie de planta con flores de la familia Euphorbiaceae. Fue descrita por primera vez por Jean Baptiste Christophe Fusée Aublet.

## Taxonomía
Es la especie tipo del género Conceveiba. que fue descrito por Jean Baptiste Christophore Fusée Aublet y publicado en Histoire des Plantes de la Guiane Françoise 2: 923. 1775.